# Daïra de Djemorah
La daïra de Djemorah est une daïra d'Algérie située dans la wilaya de Biskra et dont le chef-lieu est la ville éponyme de Djemorah.

## Communes
La daïra est composée de deux communes : Djemorah et Branis.